# Queima de livros e sepultura de intelectuais

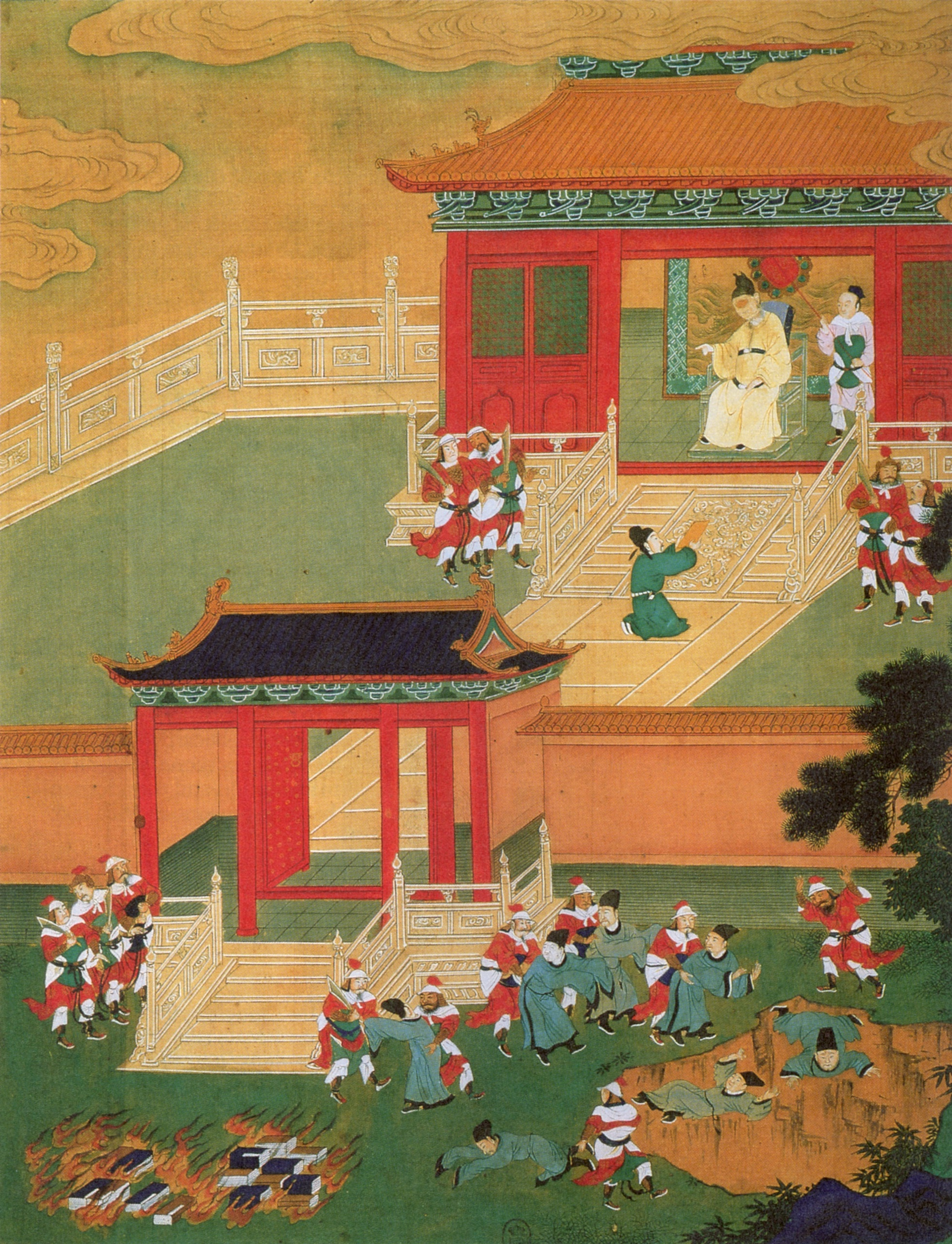
Pintura do século XVIII retratando a queima de livros e sepultamento de intelectuais ocorrida na dinastia Qin

A queima de livros e sepultamento de intelectuais (chinês tradicional: 焚書坑儒; chinês simplificado: 焚书坑儒; pinyin: Fénshū Kēngrú). também conhecida como queima de livros e execução dos intelectuais de ru, foi uma queima de livros em 213 a.C. e o enterro vivo de intelectuais confucianos em 212 a.C. perpetrada pelo imperador chinês Quin Shi Huang, da dinastia Quin. Supostamente, o ato tinha o objetivo de destruir as traições filosóficas das cem escolas de pensamento, para fortalecer a filosofia legalista do imperador.
Historiadores modernos duvidam da veracidade de partes da história, já que ela apareceu pela primeira vez um século depois, no livro Registros do Historiador de Sima Qian, da dinastia Han. Por ser um estudioso da corte, Han teria motivos para desmoralizar o antigo imperador e lisongear o atual, e mais tarde os confucianos não teriam questionado a história.
Estudiosos modernos concordam que Qin Shi Huang destruiu diversas obras consideradas incorretas ou subversivas, mas ordenou que duas cópias de cada obra fossem preservadas nas bibliotecas imperiais. Algumas dessas cópias foram destruídas na luta que desembocou na queda da dinastia. Ele matou intelectuais, mas não os enterrando vivo, e as vítimas não eram confucianos, já que a escola ainda não estava formada como viria a ser conhecida.

## Versão tradicional
De acordo com o Registros do Historiador (Shinji), de Sima Qian, depois que Qin Shihuang, o primeiro Imperador da China, unificou o país em 221 antes da era comum, seu Chanceler Li Si sugeriu suprimir as dissidências intelectuais para unificar a opinião política.
| “ | O Chanceler Li Si disse: "Eu, o seu servo, proponho que todos os registros históricos, exceto os de Chim, sejam queimados. Com exceção dos acadêmicos cujos serviços sejam possuir livros, se qualquer um debaixo do céu tiver cópias de Shi Jing [Clássico da Poesia], Shujing [Clássico de Documentos] ou os escritos das cem escolas de pensamento, essa pessoa deverá entregá-los (os livros) ao governador ou ao comandante para que se realize a queima. Qualquer um que ouse a discutir o Shi Jing ou o Shujing deve ser executado em público. Qualquer um que use a história para criticar o presente deverá ter sua família executada. Qualquer oficial que ver as violações mas falhe em reportá-las é igualmente culpado. Qualquer um que falhar em queimar os livros após trinta dias deste anúncio deverá ser tatuado e enviado para a construção da Grande Muralha. Os livros isentos são os sobre medicina, divinação, agricultura e silvicultura. Os que têm interesse em direito deverão estudar com os oficiais." | ” |

Os livros sobre poesia (especialmente o Shi Jing), história (Shujing e os registros históricos que não vieram de Chim) e filosofia vistos por Li Si como as as categorias mais perigosas para o governo. As coleções antigas de poesia e registros históricos continham muitas histórias sobre líderes virtuosos. Li Si acreditava que caso o povo lesse os registros, usariam o passado para se tornarem insatisfeitos com o presente. O motivo para se opor às diversas escolas de filosofia era o ensinamento de ideais políticos que iam contra um regime totalitário.

### Consequências
O tamanho do dano à herança intelectual chinesa é difícil de calcular, pois os detalhes não foram registrados na história. Mas, muitos fatos indicam que as consequências foram duradoras, mas não extensivas. Primeiro, de acordo com o memorial de Li Si, todos os livros técnicos foram poupados. Segundo, mesmo os livros que foram queimados, em particular os de poesia e filosofia, foram preservados nos arquivos imperiais, e a posse foi permitida para os eruditos oficiais.
A história foi o gênero que mais sofreu perdas. Pouquíssimos livros de história que precedem Qin sobreviveram. Li Si disse que todos os livros de história que não fossem interpretados por Qin deveriam ser queimados. Mas não é claro se esses livros foram de fato queimados ou preservados no arquivo imperial. Mesmo que alguns desses livros tivessem sobrevivido, provavelmente foram destruídos em 206 a.C., quando os inimigos capturaram e que queimaram os palácios imperiais de Qin, onde provavelmente os arquivos estavam.

### Queimas de livros póstumas
No fim da dinastia Qin, os registros nacionais do Palácio de Epang pegaram fogo. O poeta Zhang Jie (chinês: 章碣) da dinastia Tang, escreveu um poema (焚书坑, Fen Shu Keng, "Fossos para a Queima de Livros") sobre a política de destruição da dinastia Qin e dos rebeldes (dos quais Liu Bang e Xiang Yu foram citados, pois entraram na capital Xianyang um após o outro):[carece de fontes?]
| “ | Enquanto a fumaça do bambu e da seda em chamas se dissipa, o império é enfraquecido. (A) Passagem de Hangu e o Rio Amarelo guardam o ancestral do dragão chinês em vão. Fossos de cinzas ainda não esfriaram, uma revolta já começou na província de Shandong. No fim das contas, Liu Bang e Xiang Yu são iletrados. | ” |

| “ | 竹帛烟销帝业虚 zhú bó yān xiāo dì yè xū 关河空锁祖龙居。 guān hé kōng suǒ zŭ lóng jū 坑灰未冷山東亂, kēng huī wèi lĕng shān dōng luàn 劉項原來不讀書. liú xiàng yuán lái bù dú shū | ” |

### Sepultura de intelectuais
A tradição diz que, depois de ter sido enganado por dois alquimistas em sua busca por prolongar sua vida, Qin Shihuang mandou que mais de 460 intelectuais na capital fossem enterrados no segundo ano de sua procissão. A crença veio da seguinte passagem de Shinji (capítulo 6):
| “ | Logo, o primeiro imperador instruiu o censor imperial a investigar os intelectuais, um por um. Eles acusavam uns aos outros, então o imperador decidiu os seus destinos. Mais de 460 deles foram enterrados em Xianyang, e o evento foi anunciado por todo o lugar debaixo do céu como um aviso para os seus seguidores. Mais pessoas foram isoladas internamente para as regiões de fronteira. Fusu, o filho mais velho do imperador, o aconselhou: "O império acabou de alcançar a paz, e os bárbaros nas áreas distantes ainda não se renderam. Todos os intelectuais veneram Confúcio e o têm como um exemplo. Seu servo teme que, caso os puna severamente demais, crie alvoroços no reino. Por favor, pense nisto, majestade". Mas ele foi incapaz de fazer seu pai mudar de ideia, e foi enviado para vigiar a fronteira, como uma forma de exílio. | ” |

Uma contagem feita por Wei Hong no século II adiciona mais 700 mortos ao total.[carece de fontes?]

## Análises
Em 2010, Li Kaiyuan (李开元), um pesquisador da dinastia Qin e da dinastia Han, publicou um artigo chamado A Verdade ou Ficção da Queima de Livros e a Exacução dos Intelectuais de Ru: Uma História Meio-Falsa (焚书坑儒的真伪虚实—半桩伪造的历史), que gerou dúvidas sobre a "execução dos intelectuais de ru", argumentando que Sima Qian exagerou os ocorridos. Li acredita que esta é uma pseudo-história, onde a história verdadeira da "queima de livros" (真实的"焚书") foi misturada com a "execução dos intelectuais de ru" (虚假的"坑儒").
De acordo com o intelectual Michael Nylan, apesar do significado místico, a queima de livros não se sustenta após uma análise minuciosa. Ele sugere que o motivo para os intelectuais da dinastia Han acusarem Qin de destruir os Cinco Clássicos confucianos foi em partes um ato de difamação contra o estado derrotado, e em partes por não entenderem a natureza dos textos, pois os clássicos foram considerados confucianos por Sima Qan apenas após a fundação de Han.
A versão de Sima Qian para a execução dos intelectuais encontra dificuldades similares. Primeiro, nenhum texto anterior à Shinji menciona as execuções, e o livro não menciona nenhum intelectual pelo nome. Na verdade, nenhum outro texto menciona nenhuma execução até o século I. O primeiro uso de que se sabe da famosa frase "queima de livros e sepultura de intelectuais" é do século IV.
A palavra para a execução dos intelectuais usada por Sima Qan é Keng (坑), que ele também usa em diversos outros lugares. Uma análise contextual mostra que seu significado é "matar", e não "enterrar vivo". O caractere em textos mais antigos significava "cova" ou "fosso", e posteriormente ganhou o significado de "encurralar e matar".  Logo, Sima Qan a usou para descrever a aniquilação do inimigo. Esta confusão de significados se tornou algo comum.

## Nota
1. ↑  相李斯曰：「臣請史官非秦記皆燒之。非博士官所職，天下敢有藏詩、書、百家語者，悉詣守、尉雜燒之。有敢偶語詩書者棄市。以古非今者族。吏見知不舉者與同罪
2. ↑  (於是使御史悉案问诸生，诸生传相告引，乃自除犯禁者四百六十馀人，皆阬之咸阳，使天下知之，以惩後。益发谪徙边。始皇长子扶苏谏曰：「天下初定，远方黔首未集，诸生皆诵法孔子，今上皆重法绳之，臣恐天下不安。唯上察之。」)